# Rogue Traders
Die Rogue Traders sind eine australische Dance-Band.

## Geschichte
Die beiden Gründungsmitglieder James Ash und Steve Davis trafen sich 1989 in London und arbeiteten in vielen Projekten zusammen, unter anderem als Dance-Projekt Union State. 2002 nannte sich das Duo Rogue Trader nach dem gleichnamigen Film (deutscher Titel Das schnelle Geld – Die Nick-Leeson-Story).
Von Single zu Single steigerten sie nach und nach ihre Bekanntheit in Australien und mit ihrer dritten Single One Of My Kind gelang ihnen der Durchbruch. Diese Coverversion des INXS-Klassikers Need You Tonight erreichte die australischen Top 10 und wurde als bester Dance-Track des Jahres ausgezeichnet.
Ende 2004 kam Natalie Bassingthwaighte als Sängerin zur Band. Natalie B war ab 2003 als Schauspielerin in der australischen Dauer-Soap Nachbarn (Neighbours) erfolgreich. Neben Keyboarder James Ash gehörten mittlerweile auch Gitarrist Timothy Henwood und Schlagzeuger Cameron McGlinchey zur Band, während Steve Davis meist nur noch im Hintergrund tätig war.
In neuer Besetzung erschien 2005 das zweite Album Here Come The Drums. Mit den ersten drei Single-Auskopplungen erreichten die Rogue Traders die australischen Top 10, das Album wurde mit Dreifach-Platin ausgezeichnet.
Ermutigt durch den Erfolg plante man für 2006 die internationale Karriere der Band, für die Natalie B sogar ihre TV-Karriere einstellte. Die erste Single-Veröffentlichung war ihre bislang erfolgreichster Nummer Voodoo Child, die in Australien Platz 4 und Platin-Status erreichte. In England, wo Natalie B durch die Serie Nachbarn bereits bekannt war, liefen Video und Single bereits Wochen vor der offiziellen Veröffentlichung sehr gut an und in der zweiten Chartwoche erreichte das Lied Platz 3 in den UK-Charts. Im November 2006 wurden Voodoo Child und das Album Here Come The Drums auch in Deutschland veröffentlicht, es erreichten aber keine Chartplatzierungen aufgrund der fehlenden Promotion und fehlenden Medienunterstützung.
Am 24. Juni 2008 gaben die Rogue Traders bekannt, dass Natalie Bassingthwaighte die Band mit sofortiger Wirkung verlassen wird. Da sie im Herbst desselben Jahres eine neue Staffel der Ten-Serie "So you think you can dance" drehte und ein eigenes Album aufnahm, blieb nicht mehr genügend Zeit, um auch bei der Band zu bleiben.
Ebenso wurde der Weggang von Schlagzeuger Cameron McGlinchey bekannt gegeben, der mit Bassingthwaighte zusammen ist.
Mit einer neuen Frontfrau (Melinda 'Mindi' Jackson) und veränderter Bandbesetzung wurde 2009 ein neues, mittlerweile viertes Album produziert.

## Diskografie

### Alben
| Jahr | Titel               | Höchstplatzierung, Gesamtwochen, AuszeichnungChartplatzierungen (Jahr, Titel, Platzierungen, Wochen, Auszeichnungen, Anmerkungen) | Höchstplatzierung, Gesamtwochen, AuszeichnungChartplatzierungen (Jahr, Titel, Platzierungen, Wochen, Auszeichnungen, Anmerkungen) | Anmerkungen |
| Jahr | Titel               | AU | UK | Anmerkungen |
| ---- | ------------------- | --- | --- | ----------- |
| 2005 | Here Come The Drums | AU2 ×4Vierfachplatin · (74 Wo.)AU                                                                                                 | UK46 (2 Wo.)UK |             |
| 2007 | Better In The Dark  | AU4 Platin · (23 Wo.)AU | — |             |

Weitere Alben
- 2003: We Know What You’re Up To

### Singles
| Jahr | Titel Album                              | Höchstplatzierung, Gesamtwochen, AuszeichnungChartplatzierungen (Jahr, Titel, Album, Platzierungen, Wochen, Auszeichnungen, Anmerkungen) | Höchstplatzierung, Gesamtwochen, AuszeichnungChartplatzierungen (Jahr, Titel, Album, Platzierungen, Wochen, Auszeichnungen, Anmerkungen) | Anmerkungen |
| Jahr | Titel Album                              | AU | UK | Anmerkungen |
| ---- | ---------------------------------------- | --- | --- | ----------- |
| 2003 | One Of My Kind We Know What You’re Up To | AU10 (9 Wo.)AU | — | vs INXS     |
| 2005 | Voodoo Child Here Come the Drums         | AU4 Platin · (21 Wo.)AU | UK3 Silber · (21 Wo.)UK |             |
| 2005 | Way To Go! Here Come the Drums           | AU7 Gold · (20 Wo.)AU | — |             |
| 2006 | Watching You Here Come the Drums         | AU5 Gold · (20 Wo.)AU | UK33 (3 Wo.)UK |             |
| 2006 | We’re Coming Home Here Come the Drums    | AU14 (14 Wo.)AU | — |             |
| 2007 | Don’t You Wanna Feel Better in the Dark  | AU10 Gold · (14 Wo.)AU | — |             |
| 2008 | I Never Liked You Better in the Dark     | AU9 Gold · (15 Wo.)AU | — |             |
| 2008 | What You’re On Better in the Dark        | AU30 (7 Wo.)AU | — |             |

Weitere Singles
- 2002: Need You To Show Me
- 2002: Give Into Me
- 2003: One Of My Kind
- 2003: Stay?